# 哈德遜 (堪薩斯州)
哈德遜（英語：Hudson）是一個位於美國堪薩斯州斯塔福德縣的城市。

## 地方資料
根據2020年美國人口普查的數據，哈德遜的面積為0.32平方千米，當中陸地面積為0.32平方千米，而水域面積為0.00平方千米。當地共有人口95人，而人口密度為每平方千米296.88人。